# Porga
Porga (Ποργά) ali Porin (Πορίνου) je izmišljeni hrvaški knez (najverjetneje na osnovi realnega kneza Branimirja) iz druge polovice 7. stoletja. 
Porga oziroma Porin sta dve obliki zapisa imena hrvaškega vladarja, ki je po delu De Administrando Imperio (DAI) v času bizantinskega cesarja Herkalija vladal na Hrvaškem in se otresel frankovske nadoblasti. Starejše zgodovinopisje je selitev hrvaškega plemena postavljalo v leto 623 ali 626  in starejši hrvaški zgodovinarji so imeli Porgo zato za enega od prvih hrvaških vladarjev.
Njegovo ime so pogosto razlagali na enaki osnovi kot ime Borne. Imena, ki so sorodna Borni, se pogosto pojavljajo med Franki (npr. kot Walterius Bornus, Ingelfertius Bornus, Johannes Bornus), a je po drugi strani mogoče ime verjetneje izpeljevati iz slovanske končnice –na in slovanskega aorista Bori (boriti se), ki ga najdemo v imenih Borimir in Borislav. Po Šimundiću naj bi imena Borna, Porga in Porin izhajala iz glagola porgati<pohrgati (lopniti, potolči).

## Branimir kot vladar Porin
Hrvaški zgodovinarji so kasneje uspeli pokazati, da so se Hrvati med dalmatinske Slovane naselili mnogo kasneje, in da je Porga/Porin istoveten z osebnostjo Branimirja, hrvaškega vladarja iz druge polovice 9. stoletja, ki je že vladal državi, neodvisni od Bizantincev in Frankov. Istovetnost Porge z Branimirjem dokazuje sledeči dokazni krog:
- Glede na navedbe v DAI na Hrvaškem najkasneje pod vladavino Porge, ki se je povezal s papežem, izgine frankovska nadoblast- verjetno gre za hrvaško dvorno reinterpretacijo hrvaške zgodovine za bizantinske naslovnike, saj so Hrvatje obrazložili kako so se otresli vladavine Frankov in se povezali s  papežem, obenem pa so zamolčali Domagoja in Zdeslava, da bi se izognili omembi tega, kako so se otresli nadoblasti Bizantincev.
- Tako Branimir kot Porin sta vladarja, ki sta se kot prva povezala z Rimom- oboje se je lahko zgodilo šele po letu 878!
- Hrvati so vsaj po pripovedi DAI v uporu ubili frankovskega arhonta (grofa) Kotzila-Koclja, ki ni mogel umreti pred letom 874, in ki je bil frankovski arhont (grof) lahko bodisi šele po tem letu bodisi pred lastnim uporom (v slednjem primeru bi bil podatek o njegovem uboju potvorjen)[8]
- obstaja jezikovna povezava med imeni Branimir in Porin, ki imata skupen koren.